# نوربرت گاستل
نوربرت گاستل (آلمانی: Norbert Gastell; ۱۴ اکتبر ۱۹۲۹ – ۲۶ نوامبر ۲۰۱۵) هنرپیشه اهل آلمان بود.
از فیلم‌ها یا برنامه‌های تلویزیونی که وی در آن نقش داشته‌است می‌توان به گشت فضایی - ماجراهای شگفت‌انگیز فضاپیمای اوریون، گرفتن پلهام یک دو سه اشاره کرد.